# Oristelle Marx
Oristelle Marx (* 7. Juli 1971) ist eine ehemalige französische Rollstuhltennisspielerin.

## Karriere
Oristelle Marx startete in der Klasse der Paraplegiker.
Sie nahm an insgesamt zwei Paralympischen Spielen teil. Im Einzel schied sie 1992 im Viertelfinale gegen Chantal Vandierendonck aus, 1996 unterlag sie ebenfalls im Viertelfinale Monique Kalkman. In der Doppelkonkurrenz trat sie beide Male mit Arlette Racineux an, beide Male gewannen sie die Bronzemedaille. 1992 setzten sie sich im Spiel um Bronze gegen Christine Blackmore und Janet McMorran durch, 1996 gegen Randa Hinson und Daniela Di Toro.
In der Weltrangliste erreichte sie ihre besten Platzierungen mit Rang sechs im Einzel am 17. Oktober 1995 sowie mit Rang vier im Doppel am 22. August 1995. Nach den French Open 1998 beendete sie ihre Karriere.